# Holmecke
Holmecke ist als ein Teil der ehemals selbstständigen Gemeinde Ihmert seit dem 1. Januar 1975 ein Ortsteil der Stadt Hemer in Nordrhein-Westfalen. Die Siedlung liegt abseits des Ihmerter Tals zwischen Ihmerterbach und Im Hasberg in einem Landschaftsschutzgebiet.
Erste landwirtschaftliche Höfe in Holmecke sind schon zu Beginn des 18. Jahrhunderts bekannt. Im Jahr 1885 lebten zehn Bewohner auf zwei Gehöften in Holmecke.
Der Ortsteil ist bekannt für die Mutter-Vater-Kind-Kurklinik Univita Gut Holmecke. Früher befand sich im Haupthaus eine rustikale Gastwirtschaft, später richtete das Christliche Ferien- und Bildungswerk e. V. von Karl-Friedrich Schumann bis 1999 Freizeiten und Veranstaltungen auf dem Anwesen aus.